# Win Butler
Edwin Farnham Butler III ou somente Win Butler (14 de abril de 1980) é um músico e compositor dos Estados Unidos, conhecido por ser membro fundador da banda de rock alternativo Arcade Fire, cujos integrantes também incluem sua esposa Régine Chassagne e seu irmão William Butler.

## Biografia
Nascido em Truckee, Califórnia e crescido em The Woodlands, Texas, Butler é neto do guitarrista de jazz Alvino Rey, um pionero no estilo. Sua avó Luise foi membro do King Sisters, que apresentava-se no programa de televisão semanal The King Family Show.
Aos quinze anos, Butler começou a estudar na escola preparatória Phillips Exeter Academy em Nova Hampshire. Por lá jogava basquetebol e softbol, e apresentava-se com diversas bandas estudantis, incluindo Willy Wanker e Chocolate Factories. Após a graduação, ele estudou fotografia e escrita na Sarah Lawrence College, deixando a escola após um ano.
Mudou-se então para Montreal em 2000 para ingressar na Universidade McGill, onde matriculou-se em Estudos Religiosos e conheceu sua futura esposa Régine Chassagne, cuja família havia se mudado para o Canadá após escapar da guerra e ditadura no Haiti.
Régine Chassagne deu luz à primeira criança do casal, um menino, no dia 21 de abril de 2013.